# Polygonatum cryptanthum
Polygonatum cryptanthum là một loài thực vật có hoa trong họ Măng tây. Loài này được H.Lév. & Vaniot miêu tả khoa học đầu tiên năm 1908.